# Kianoosh Rezania
Kianoosh Rezania (* 1972 in Teheran) ist ein iranischer Iranist und Religionshistoriker. Er hat seit 2016 den Lehrstuhl für Westasiatische Religionsgeschichte an der Ruhr-Universität Bochum inne.

## Leben
Rezania absolvierte zunächst von 1991 bis 1998 ein Bachelor- und Masterstudium der Informatik an der Scharif-Universität für Technologie. Dann studierte er von 1999 bis 2002 altiranische Kultur und Sprachen an der Universität Teheran und schloss mit einem Magistergrad ab. Von 2004 bis 2006 war er Kollegiat des DFG-Graduiertenkollegs „Götterbilder – Gottesbilder – Weltbilder: Polytheismus und Monotheismus in der Welt der Antike“ an der Georg-August-Universität Göttingen. Im Fach Altiranistik promovierte er 2008 in Göttingen mit einer Dissertation über Die zoroastrische Zeitvorstellung: eine Untersuchung über Zeit- und Ewigkeitskonzepte und die Frage des Zurvanismus, die summa cum laude bewertet wurde. 
Anschließend blieb er als Stipendiat am Göttinger Graduiertenkolleg, wo er über die Mazdakiten als Angehörige einer religiösen Bewegung in der Sasanidenzeit forschte. Ab 2011 war er als wissenschaftlicher Mitarbeiter am Seminar für Iranistik der Georg-August-Universität Göttingen tätig, wo er sich dem DFG-geförderten Projekt Raumkonzeption im früheren Zoroastrismus. Kosmische, kultische und soziale Aspekte widmete. Von 2014 bis 2016 war Rezania Gastwissenschaftler am Käte-Hamburger-Kolleg „Dynamiken der Religionsgeschichte zwischen Asien und Europa“ an der Ruhr-Universität Bochum (RUB). 
Im September 2016 wurde er als Professor für Westasiatische Religionsgeschichte an das Centrum für Religionswissenschaftliche Studien (CERES) der RUB berufen. Im Rahmen des DFG-Sonderforschungsbereichs (SFB) 1475 „Metaphern der Religion“ leitet er seit 2022 die Projekte Wie das sasanidische Wissen und Literatur an die Muslims weitergegeben wurde und Zoroastrian Middle Persian: Digital Corpus and Dictionary sowie das Graduiertenkolleg Graduate School of Metaphor and Religion (GSMR).

## Schriften (Auswahl)
- Die zoroastrische Zeitvorstellung. Eine Untersuchung über Zeit- und Ewigkeitskonzepte und die Frage des Zurvanismus. Wiesbaden 2010, ISBN 978-3-447-06266-4.
- (Hrsg.): Raumkonzeptionen in antiken Religionen. Beiträge des internationalen Symposiums in Göttingen, 28. und 29. Juni 2012. Wiesbaden 2014, ISBN 978-3-447-10139-4.
- Raumkonzeptionen im früheren Zoroastrismus. Kosmische, kultische und soziale Räume. Wiesbaden 2017, ISBN 3-447-10528-3.
- Immanenz und Transzendenz im Zoroastrismus: Absenz, Nachbarkonzepte und Entstehung. In: Estudios Iranios y Turanios, Número 1, Año 2014, Sociedad de Estudios Inranios y Turanios (SEIT), Girona, ISSN 2386-7833, S. 113–138 ( auf ada.usal.es)